# Virginio Vespignani
Virginio Vespignani (12 de fevereiro de 1808 - 4 de dezembro de 1882) foi um arquiteto italiano. Nascido em Roma, foi aluno de Luigi Poletti. Sendo muito interessado em arquitetura clássica, tornou-se posteriormente uma das principais figuras neoclássicas romanas. Para graduar-se, ajudou a ilustrar, junto com o entalhador e arquiteto Luigi Rossini, um trabalho sobre as antiguidades de Pompéia e sobre as sete colinas de Roma. Mais tarde, iria colaborar com um livro escrito pelo arqueólogo Edward Dodwell.
Vespignani trabalhou por um tempo como arquiteto papal e entre suas obras em Roma estão a construção, em 1850, da cúpula da Capela de Nossa Senhora do Pequeno Arco, a conclusão, a restauração e a reconstrução da fachada exterior da Porta Pia (1868) e a restauração da Basílica de Santa Maria Maior e da Basílica de São Lourenço. Ele também foi um dos participantes da reconstrução da Basílica de São Paulo (tendo tornado-se seu principal arquiteto em 1869), além de ter reconstruído e decorado a Porta de São Pancrácio (1857) e (1873). Também auxiliou na restauração do palácio papal de Anzio, além de ter desenhado o layout do Cemitério de Roma (Verano). Além disso, ajudou a projetar o Palácio do monsenhor Ferrari em Ceprano, a igreja de Santa Maria em Capranica e o Palácio do Marquês Chino Ferrari, também em Ceprano. Outros de seus trabalhos foram os projetos dos novos teatros de Orvieto e de Viterbo e a restauração da Basílica de São Lourenço em Dâmaso. Também foi o responsável pela organização de vários espetáculos pirotécnicos realizados durante festivais no Castelo de Santo Ângelo.
Vespignani foi professor de arquitetura na Academia de São Lucas, tendo sido presidente da instituição. Também foi membro honorário de muitos conselhos, tendo sido condecorado como cavaleiro da Ordem de São Silvestre, da Ordem de Cristo e da Ordem de São Gregório. Recebeu a Ordem de Guadalupe, no México, além de uma medalha do Imperador Francisco José da Áustria e de outra de ouro que recebeu em 1855 pelo seu trabalho durante uma epidemia de cólera em Roma.